# Tenedocythere trindadensis
Tenedocythere trindadensis is een mosselkreeftjessoort uit de familie van de Hemicytheridae. De wetenschappelijke naam van de soort is voor het eerst geldig gepubliceerd in 2012 door Coimbra & Carreno.